# 新川士郎
新川 士郎（しんかわ しろう、1910年9月25日 - 1994年5月22日）は、日本の経済学者。専門は社会政策。学位は、経済学博士（北海道大学・論文博士・1962年）。北海道大学名誉教授。元北海道大学学長代理。山口県下関市出身。恩師は井藤半禰。

## 来歴
1928年下関商業学校（現・下関市立下関商業高等学校）卒業。1931年大分高等商業学校卒業。1934年東京商科大学（現・一橋大学）商学部卒業。財団法人世界経済調査会（現公益財団法人日本国際問題研究所）調査員、日本製鐵主事、北支那製鉄係長などを経て、1946年満州から引き揚げ、山口経済専門学校専任講師に就く。1948年北海道大学法文学部助教授。1952年同法経学部教授。1958年同経済学部教授。1954年同経済学部長代理。1957年北海道大学評議員。1958年イギリス・ロンドン大学、ドイツ・フンボルト大学ベルリンに留学。1961年北海道大学評議員。1962年北海道大学より経済学博士の学位を取得、学位論文の題は「国際社会政策の根本問題 : 国際社会政策における普遍性原則と三者構成原則との展開過程に関する一研究」。1969年北海道大学経済学部長・同大学院経済学研究科長。北海道大学学長代理（～1971年）。1971年日本学術会議会員。1974年北海道大学停年退官。同名誉教授。北海道武蔵女子短期大学教養学科教授（～1980年）。1983年、勲二等瑞宝章を受章。
1994年5月22日、脳梗塞のため死去。叙従三位。

## 著作
- 岸本英太郎編『資本主義と貧困 : 窮乏化論集』（共著　日本評論新社 1957年）
- 『労使関係』（北海道労働文化協会 1958年）
- J. クチンスキー著、新川士郎訳『絶対的窮乏化理論 : 資本主義下の労働者の状態史』（有斐閣 1959年）

## 門下生
- 吉武清彦 - 小樽商科大学名誉教授
- 伊部正之
- 富森孜子 - 札幌大学名誉教授
- 伊藤セツ
- 斎藤隆夫 - 高崎経済大学名誉教授
- 山本克郎 - 旭川大学名誉教授
- 西本鴻一 - 九州産業大学名誉教授
- 佐藤茂行
- 小林好宏
- 山本順子 - 北星学園大学名誉教授
- 平石修 - 札幌学院大学名誉教授
- 筆宝康之 - 立正大学名誉教授
- 荒又重雄
- 美馬孝人
- 三好宏一 - 北海道教育大名誉教授